# Csősztelek
Csősztelek (szerbül Честерег / Čestereg, németül Neuhatzfeld) falu Szerbiában a Vajdaságban a Közép-bánsági körzetben, Bégaszentgyörgy községben.

## Fekvése
Bégaszentgyörgytől 12 km-re északra fekszik, Törzsudvarnok, Szőlősudvarnok, Torontáltorda és Pálmajor közt.

## Nevének eredete
Nevét a Csesztreg patakról kapta, az pedig a szláv csiszti sztrugi (= tiszta patak) víznévből ered.

## Története

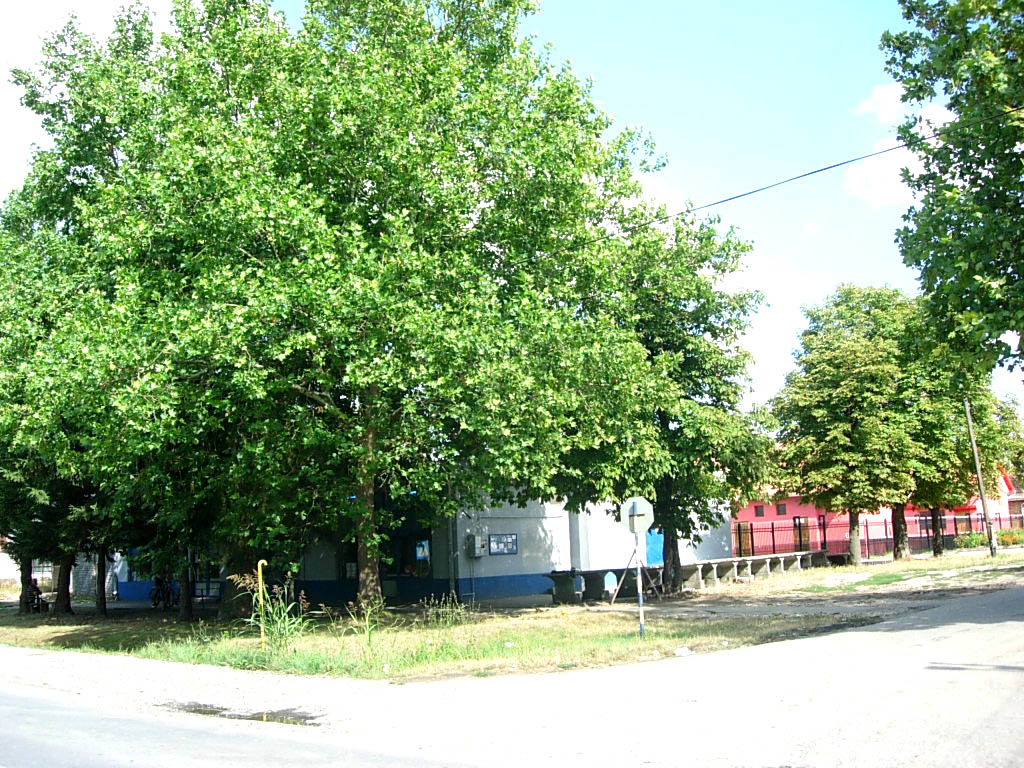
A második világháború után lerombolt római katolikus templom helye

1332-ben Cherezek néven említik először. A régi falu a hódoltság alatt elpusztult. Az 1776. évi Griselini-féle térképen mocsaraktól környezve, Csiestek néven volt található, praediumként.
1780-tól Csekonics József császári és királyi tábornok bérelte a zsombolyai uradalmat, majd 1800-ban meg is vásárolta és a 19. század elején Csanád- és Csongrád vármegyékből behívott magyar kertészeket telepített e pusztára, akik a mocsaras területen, az ittebei határtól egészen a magyarcsernyei határig szétszórtan a  magasabb, partosabb helyekre építették fel házaikat.
1829-ben az itteni magyarok egy része elköltözött s helyükbe svábok jöttek Zsombolyáról és Német-Czernyáról.
1910-ben 2749 lakosából 662 magyar, 1960 német, 61 román volt. Ebből 2607 római katolikus, 123 görögkeleti ortodox volt.
A trianoni békeszerződés előtt Torontál vármegye Zsombolyai járásához tartozott.

## Népesség

### Demográfiai változások
| 1948 | 1953 | 1961 | 1971 | 1981 | 1991 | 2002 | 2011 |
| ---- | ---- | ---- | ---- | ---- | ---- | ---- | ---- |
| 2296 | 2248 | 2101 | 1766 | 1581 | 1465 | 1391 | 1113 |

## Nevezetességek
- Római katolikus temploma - 1882-ben épült